# Mona Lise
Mona Lise war eine deutsche Frauenband von 1982 bis 1990 in der DDR.

## Bandgeschichte
Der Pankow-Manager Wolfgang Schubert gründete 1982 die Frauenformation Mona Lise. Bandmitglieder waren:
- Lieselotte „Liese“ Reznicek (* 1955), (Keyboard, Gesang)
- Antje Wittösch (* 1962), (Gitarre)
- Manuela Rehberg (* 1962), (E-Bass)
- Christina „Tina“ Powileit (* 1959), (Schlagzeug)

Tina Powileit und Manuela Rehberg hatten zuvor schon in der Femini-Band gespielt.
1984 erreichte ihr Titel Tina den 45. Platz in der DDR-Jahreshitparade. Im selben Jahr verließ Rehberg die Band wegen ihres Mutterschaftsurlaubes. Dafür stieg die Ungarin Elisabeth „Phaid“ Illes in die Band ein.
Fritz Rau, Promoter von Udo Lindenberg, wollte die Band 1984 als Vorgruppe von Lindenbergs Tournee engagieren, dieses wurde aber von der Künstleragentur der DDR abgelehnt.
Annette Humpe versuchte, die Band 1986 in der Bundesrepublik Deutschland zu vermarkten. Dies scheiterte aber daran, dass sie für das Treffen mit der Band kein Visum für die DDR erhielt. 
1986 verließ Illes die Band, und sie holten sich männliche Verstärkung mit Thomas Hergert (Bass) und Peter Scheffler (Gitarre), der von Setzei kam. 1987 hatte die Band einen Auftritt mit ihrem Titel Berlin in einem Clip der DEFA Kinobox 1987/56. 1988 starb Peter Scheffler, daraufhin verließ Antje Wittösch die Band, Uwe Weidling (Gitarre) kam, ebenfalls schloss sich Michael Nass von P 16 der Band an. Den Titel Komm nach Haus widmete die Band ihrem verstorbenen Bandmitglied.
1989 verließ die Frontfrau Reznicek die Band, um als Lehrerin zu arbeiten und sich mehr um ihren Sohn zu kümmern. 1990 löste sich die Band offiziell auf. Reznicek betreibt eine Tanz- und Musikschule und tritt vereinzelt wieder als Sängerin auf. Dabei benutzt sie in Anlehnung an den früheren Bandnamen das Pseudonym „Mona Liese“. Sie nahm 2022 an der 17. Staffel der Castingshow Germany’s Next Topmodel teil.
Schlagzeugerin Tina Powileit spielte 1987 die Hauptrolle in dem DEFA-Film Die Alleinseglerin.
Nach der Auflösung der Band gingen Nass, Hergert und Powileit 1993 zu Gundermann & Seilschaft.

## Diskografie
- 1984: Tina; Hallo, Süßer; Das läßt mich kalt auf Kleeblatt № 11 · Junge Rockbands (Amiga)
- 1989: Mona Lise (Amiga)